# Eisenbahnunfall von Woodbridge
Beim Eisenbahnunfall von Woodbridge entgleiste ein voll besetzter Pendlerzug am 6. Februar 1951 in einer Baustelle in der Gemeinde Woodbridge, New Jersey. 85 Tote und etwa 500 Verletzte waren die Folge. Dies war das drittschwerste Zugunglück in den Vereinigten Staaten.

## Ausgangslage
Westlich des Haltepunkts Woodbridge war am Nachmittag des Unfalltages im Verlauf der Bahnstrecke, der North Jersey Coast Line der Pennsylvania Railroad, eine Baustelle eingerichtet worden, die eine Gleisverschwenkung erforderlich machte. Diese wies eine enge, s-förmige Überleitungskurve auf, ebenso wie eine provisorische Holz-Fachwerkbrücke, um eine Straße zu überqueren. Diese Umfahrung der Baustelle durfte nur mit 25 mph (40 km/h) durchfahren werden. Normalerweise waren hier 60 mph (96 km/h) zulässig. Die Lokomotivführer waren von der zu erwartenden Baustelle eine Woche zuvor unterrichtet worden.
Am Nachmittag des Unfalltages verkehrte auf dieser Strecke fahrplanmäßig der mit der Dampflokomotive Nr. 2445 (2-3-1) bespannte Pendlerzug Nr. 733 vom Bahnhof Exchange Place in Jersey City nach Bay Head, ein Schnellzug, der zehn Wagen erster Klasse und einen Clubwagen führte. Der Zug wurde auch „Broker“ genannt, da ihn viele Angestellte aus an der Wall Street ansässigen Firmen für die Heimfahrt nutzten. Der Zug war mit 1100 Fahrgästen besonders stark besetzt, da die parallele Strecke der Jersey Central Railroad am Unfalltag bestreikt wurde.
Der Lokomotivführer des Zuges 733 und dessen Zugführer waren vor Abfahrt des Zuges in New Jersey City schriftlich über die Geschwindigkeitsbeschränkung informiert worden.

## Unfallhergang
Als der Zugführer bemerkte, dass der Zug noch eine Meile (1600 m) vor der Baustelle mit unverminderter Geschwindigkeit unterwegs war, wollte er die Notbremse ziehen, die er allerdings wegen der im Zug dicht gedrängt stehenden Fahrgäste nicht mehr rechtzeitig erreichte.
Der Zug fuhr so gegen 17:43 Uhr in die Baustellenumfahrung mit einer Geschwindigkeit von mehr als 80 km/h ein. Den ersten Bogen der s-förmigen Einfahrtskurve in die Baustellenumfahrung durchfuhr der Zug noch, in der Gegenbiegung kippte die Lokomotive infolge der Fliehkraft nach rechts, verschob die Schienen und entgleiste. Sie blieb mit der Seite auf der Böschung liegen. Der Schlepptender und sieben Personenwagen entgleisten, einige kippten um, einige stürzten die etwa acht Meter hohe Böschung hinab.

## Folgen
Da sich der Unfall im Stadtgebiet von Woodbridge ereignete, war Hilfe schnell zur Stelle und Verletzten stand ein nahe gelegenes Krankenhaus zur Verfügung. Die Zahl der Toten und Verletzten war dadurch noch relativ gering geblieben, weil alle eingesetzten Wagen aus Stahl gebaut und keine älteren aus Holz eingesetzt waren.
Die folgende Untersuchung durch die Interstate Commerce Commission lastet die Schuld an dem Unfall dem Lokomotivführer an, der behauptete, mit der für die Baustelle zulässigen Geschwindigkeit in die Baustellenumfahrung eingefahren zu sein. Der Untersuchungsbericht kam jedoch zu dem Ergebnis, dass eine erheblich überhöhte Geschwindigkeit vorgelegen habe und diese für den Unfall allein ursächlich gewesen sei. Die Untersuchungskommission empfahl, Baustellen mit einer automatischen Geschwindigkeitskontrolle zu versehen, die gegebenenfalls die Zwangsbremsung eines zu schnellen Zuges auslösen solle.
Gegen die Pennsylvania Railroad wurde eine große Zahl von Schadensersatzforderungen erhoben, die alle außergerichtlich geregelt wurden.